# Nuoto ai Giochi della XVII Olimpiade - 100 metri dorso femminili
La competizione dei 100 metri dorso femminili di nuoto ai Giochi della XVII Olimpiade si è svolta nei giorni 1º e 3 settembre 1960 allo stadio Olimpico del Nuoto di Roma.

## Programma
| Data         | Round      | Note                               |
| ------------ | ---------- | ---------------------------------- |
| 1º settembre | 4 Batterie | I migliori 8 tempi alle semifinali |
| 3 settembre  | Finale     |                                    |

## Risultati

### Batterie
| Pos. | Atleta               | Nazione          | Tempo  | Posizione Finale |
| ---- | -------------------- | ---------------- | ------ | ---------------- |
| 1    | Laura Ranwell        | Sudafrica        | 1'12"0 | 4                |
| 2    | Nadine Delache       | Francia          | 1'12"5 | 8                |
| 3    | Larisa Viktorova     | Unione Sovietica | 1'12"8 | 10               |
| 4    | Sara Barber          | Canada           | 1'13"4 | 13               |
| 5    | Gerganiya Beckitt    | Australia        | 1'13"7 | 14               |
| 6    | Lynette Cooper       | Rhodesia         | 1'15"8 | 22               |
| 7    | Anneliese Rockenbach | Venezuela        | 1'18"6 | 24               |
| 8    | Anna Temesvári       | Ungheria         | 1'21"5 | 29               |

| Pos. | Atleta                       | Nazione          | Tempo  | Posizione Finale |
| ---- | ---------------------------- | ---------------- | ------ | ---------------- |
| 1    | Lynn Burke                   | Stati Uniti      | 1'09"4 | 1                |
| 2    | Ethel Ward Petersen          | Danimarca        | 1'12"6 | 9                |
| 3    | Ingrid Schmidt               | Germania         | 1'13"1 | 11               |
| 4    | Marilyn Wilson               | Australia        | 1'13"8 | 15               |
| 5    | Rini Dobber                  | Paesi Bassi      | 1'14"2 | 17               |
| 6    | Ljudmila Klipova             | Unione Sovietica | 1'14"5 | 19               |
| 7    | Doris Gontersweiler-Vetterli | Svizzera         | 1'19"6 | 25               |
| 8    | Simone Theis                 | Lussemburgo      | 1'23"9 | 30               |

| Pos. | Atleta               | Nazione       | Tempo  | Posizione Finale |
| ---- | -------------------- | ------------- | ------ | ---------------- |
| 1    | Ria van Velsen       | Paesi Bassi   | 1'11"1 | 2                |
| 2    | Satoko Tanaka        | Giappone      | 1'11"5 | 3                |
| 3    | Natalie Steward      | Gran Bretagna | 1'12"0 | 4                |
| 4    | Helga Schmidt-Neuber | Germania      | 1'13"3 | 12               |
| 5    | Magda Dávid          | Ungheria      | 1'15"7 | 21               |
| 6    | Arlette Faidiga      | Italia        | 1'18"5 | 23               |
| 7    | Anne Van Parijs      | Belgio        | 1'20"4 | 27               |

| Pos. | Atleta             | Nazione       | Tempo  | Posizione Finale |
| ---- | ------------------ | ------------- | ------ | ---------------- |
| 1    | Sylvia Lewis       | Gran Bretagna | 1'12"2 | 6                |
| 2    | Rosy Piacentini    | Francia       | 1'12"2 | 7                |
| 3    | Nina Harmer        | Stati Uniti   | 1'13"8 | 15               |
| 4    | Kirsten Michaelsen | Danimarca     | 1'14"3 | 18               |
| 5    | Dottie Sutcliffe   | Rhodesia      | 1'15"2 | 20               |
| 6    | Daniela Serpilli   | Italia        | 1'20"3 | 26               |
| 7    | Lore Trittner      | Austria       | 1'20"8 | 28               |

### Finale
| Pos.    | Atleta          | Nazione       | Tempo  |
| ------- | --------------- | ------------- | ------ |
| Oro     | Lynn Burke      | Stati Uniti   | 1'09"3 |
| Argento | Natalie Steward | Gran Bretagna | 1'10"8 |
| Bronzo  | Satoko Tanaka   | Giappone      | 1'11"4 |
| 4       | Laura Ranwell   | Sudafrica     | 1'11"4 |
| 5       | Rosy Piacentini | Francia       | 1'11"4 |
| 6       | Sylvia Lewis    | Gran Bretagna | 1'11"8 |
| 7       | Ria van Velsen  | Paesi Bassi   | 1'12"1 |
| 8       | Nadine Delache  | Francia       | 1'12"4 |